# 河西健吾 天﨑滉平 天河一品
河西健吾 天﨑滉平 天河一品（かわにしけんご　あまさきこうへい　てんかいっぴん）は、2019年4月6日から2022年9月24日まで放送されていた声優の河西健吾と天﨑滉平がパーソナリティを務めるラジオ番組（アニラジ）である。

## 番組について
声優の河西健吾と天﨑滉平が、声優ラジオ界の面白さ天下一を目指す番組。

## 放送時間
2022年4月1日現在
- 放送地域：中京広域圏
- 放送局：CBCラジオ（CBC）
- 放送時間：土曜日 23:30 - 24:00

## パーソナリティ
- 河西健吾
- 天﨑滉平